# Ferdinand Zvonimir Habsburg-Lothringen
Ferdinand Zvonimir Habsburg-Lothringen (celým jménem Ferdinand Zvonimír Maria Balthus Keith Michael Otto Antal Bahnam Leonhard Habsburg-Lothringen; * 21. června 1997 Salcburk) je prvorozený syn Karla Habsbursko-Lotrinského a rakouský automobilový závodník.

## Původ
Ferdinand Zvonimír je vnuk Oty Habsburského (1912–2011) a pravnuk posledního rakouského císaře a českého krále (1916–1918) Karla I. (1887–1922). Jako nejstarší syn přímé linie habsbursko-lotrinské dynastie je Ferdinand Zvonimír po svém otci prvním v pořadí v následnictví hlavy dynastie.
Pokřtěn byl dne 20. září 1997 v Záhřebu kardinálem Franjo Kuharićem a při tomto obřadu také obdržel jméno chorvatských králů – Zvonimír. Jelikož výběr jmen má v habsbursko-lotrinské rodině tradiční význam, je také v případě Ferdinanda odkazem na předka Ferdinanda I. Kastilského, zatímco jméno Zvonimír odkazuje k chorvatskému králi Zvonimíru Demeterovi.

## Závodní kariéra

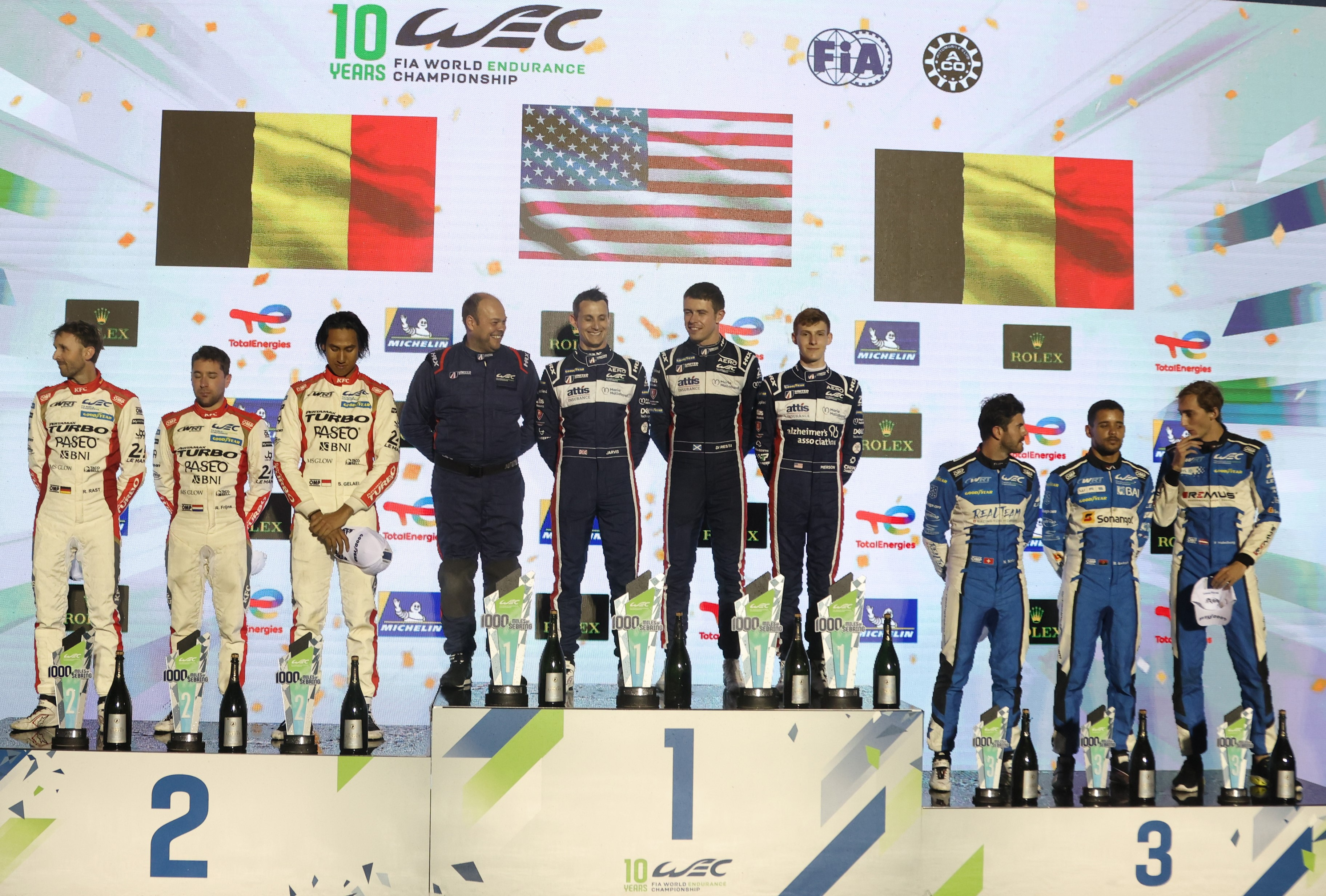
Pódium vítězů v závodě Sebring 2022, Ferdinand Habsburg je úplně vpravo na třetím stupínku

### Karting
Ferdinand Zvonimír začal svou závodnickou kariéru ve 14 letech v rakouském týmu Speedworld Academy. Jeho závodnické číslo je od počátku 62.
V roce 2014 po 4 letech strávených v ROTAX juniorské kategorii, kdy získal množství mistrovských titulů, postoupil do Rotax DD2. Třikrát se umístil v Rotax Max Challenge Grand Finals (Portimao – 2012, New Orleans – 2013, Valencia – 2014)

### Kariéra

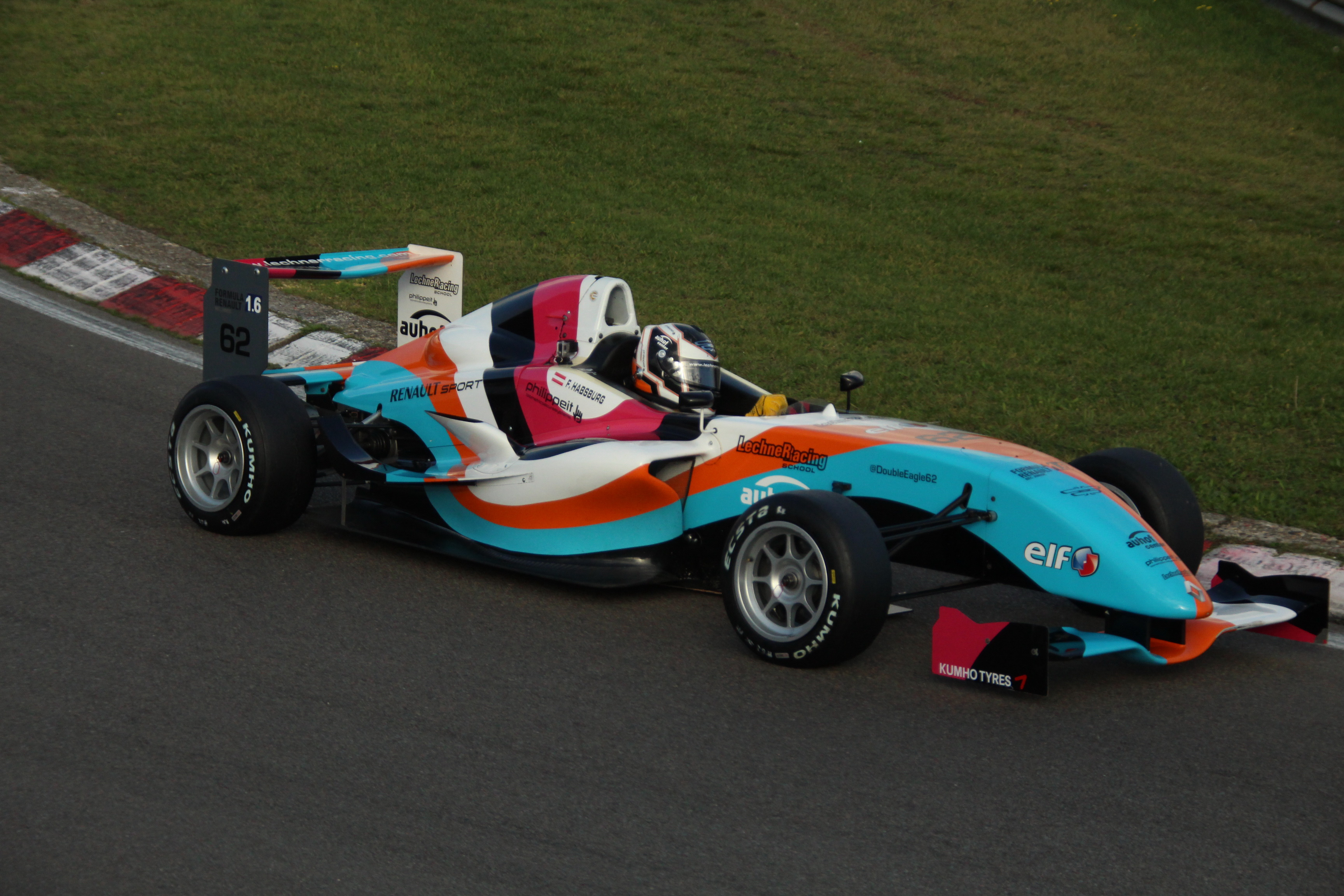
Habsburg ve formuli Renault 1.6 NEC

| Season | Series                                              | Team               | Position |
| ------ | --------------------------------------------------- | ------------------ | -------- |
| 2011   | Rotax Max Challenge Central-Eastern Europe — Junior |                    | 6th      |
| 2011   | Rotax Euro Challenge — Junior                       |                    | 75th     |
| 2012   | Rotax Euro Challenge — Junior                       |                    | 79th     |
| 2012   | Rotax Max Challenge Grand Finals — Junior           | Kalman Motorsport  | 35th     |
| 2013   | Rotax Max Challenge Central-Eastern Europe — Junior |                    | 2nd      |
| 2013   | Rotax Max Challenge Grand Finals — Junior           | Speedworld Academy | 11th     |
| 2014   | Rotax Max Challenge Grand Finals — DD2              | Speedworld Academy | 12th     |
| 2019   | Deutsche Elektro-Kart-Meisterschaft (DEKM)          |                    | NC       |

### Formule Renault 1.6 NEC
V roce 2014 Ferdinand Habsburg debutoval v single kárách, kdy se zúčastnil Mistrovství Formule Renault 1.6 NEC s týmem Lechner Racing.
| Year | Team                  | 1        | 2      | 3         | 4        | 5       | 6       | 7       | 8       | 9       | 10      | 11       | 12       | 13       | 14     | 15       | DC  | Points |
| ---- | --------------------- | -------- | ------ | --------- | -------- | ------- | ------- | ------- | ------- | ------- | ------- | -------- | -------- | -------- | ------ | -------- | --- | ------ |
| 2014 | Lechner Racing School | ZAN1 1 6 | ZAN1 2 | SPA1 1 18 | SPA1 2 6 | NÜR 1 5 | NÜR 2 6 | ASS 1 3 | ASS 2 6 | ZOL 1 6 | ZOL 2 7 | SPA2 1 4 | SPA2 2 5 | ZAN2 1 2 | ZAN2 2 | ZAN2 3 9 | 4th | 213    |

### Toyota Racing Series
Ferdinand Habsburg soutěžil na novozélandské Toyota Racing Series v lednu a únoru 2015 s Victory Motor Racing, kde skončil 11. na mistrovství a 5. v kategorii začátečníků (2× na stupni vítězů).
| Year | Team                 | 1       | 2       | 3         | 4        | 5         | 6        | 7        | 8        | 9        | 10       | 11       | 12       | 13       | 14       | 15       | 16        | DC   | Points |
| ---- | -------------------- | ------- | ------- | --------- | -------- | --------- | -------- | -------- | -------- | -------- | -------- | -------- | -------- | -------- | -------- | -------- | --------- | ---- | ------ |
| 2015 | Victory Motor Racing | RUA 1 6 | RUA 2 3 | RUA 3 Ret | TER 1 7  | TER 2 6   | TER 3 12 | HMP 1 10 | HMP 2    | HMP 3 11 | TAU 1 15 | TAU 2 16 | TAU 3 16 | TAU 4 14 | MAN 1 11 | MAN 2 14 | MAN 3 Ret | 12th | 490    |
| 2016 | Giles Motorsport     | RUA 1   | RUA 2 7 | RUA 3 2   | TER 1 13 | TER 2 8   | TER 3 4  | HMP 1 6  | HMP 2 9  | HMP 3 8  | TAU 1 6  | TAU 2 12 | TAU 3 4  | MAU 1    | MAU 2 7  | MAU 3    |           | 4th  | 727    |
| 2017 | M2 Competition       | RUA 1 7 | RUA 2 5 | RUA 3 6   | TER 1 4  | TER 2 Ret | TER 3 18 | HMP 1 9  | HMP 2 10 | HMP 3 2  | TAU 1 18 | TAU 2 16 | TAU 3    | MAN 1 8  | MAN 2 5  | MAN 3 7  |           | 8th  | 552    |

### Eurocup Formula Renault 2.0
Za rok 2015 se Ferdinand rozhodl přejít do Formule Renault 2.0 NEC s Fortec Motorsports.
| Year | Team               | 1        | 2       | 3        | 4         | 5         | 6        | 7        | 8         | 9         | 10        | 11       | 12       | 13       | 14        | 15       | 16    | 17    | Pos  | Points |
| ---- | ------------------ | -------- | ------- | -------- | --------- | --------- | -------- | -------- | --------- | --------- | --------- | -------- | -------- | -------- | --------- | -------- | ----- | ----- | ---- | ------ |
| 2015 | Fortec Motorsports | ALC 1    | ALC 2   | ALC 3    | SPA 1 26† | SPA 2 17  | HUN 1    | HUN 2    | SIL 1 Ret | SIL 2 DNS | SIL 3 DNS | NÜR 1 18 | NÜR 2 23 | LMS 1    | LMS 2     | JER 1    | JER 2 | JER 3 | NC†  | 0      |
| 2016 | Fortec Motorsports | ALC 1 10 | ALC 2 7 | ALC 3 12 | MON 1 2   | MNZ 1 Ret | MNZ 2 10 | MNZ 3 12 | RBR 1 3   | RBR 2 8   | LEC 1 8   | LEC 2 6  | SPA 1 7  | SPA 2 11 | EST 1 Ret | EST 2 12 |       |       | 10th | 57     |

† Jelikož byl von Habsburg hostujícím jezdcem, nemohl získat body do šampionátu.

### Euroformula Open Championship
(Závody tučně označují pole position; závody kurzívou označují body za nejrychlejší kolo z deseti nejlepších jezdců)
| Year | Entrant       | 1       | 2       | 3       | 4       | 5     | 6     | 7       | 8     | 9       | 10        | 11      | 12    | 13      | 14    | 15       | 16      | DC  | Points |
| ---- | ------------- | ------- | ------- | ------- | ------- | ----- | ----- | ------- | ----- | ------- | --------- | ------- | ----- | ------- | ----- | -------- | ------- | --- | ------ |
| 2015 | Drivex School | JER 1   | JER 2   | LEC 1   | LEC 2   | EST 1 | EST 2 | SIL 1   | SIL 2 | RBR 1   | RBR 2     | SPA 1   | SPA 2 | MNZ 1   | MNZ 2 | CAT 1 10 | CAT 2 4 | NC† | 0      |
| 2016 | Drivex School | EST 1 2 | EST 2 9 | SPA 1 3 | SPA 2 3 | LEC 1 | LEC 2 | SIL 1 4 | SIL 2 | RBR 1 2 | RBR 2 Ret | MNZ 1 3 | MNZ 2 | JER 1 7 | JER 2 | CAT 1    | CAT 2   | 2nd | 247    |

†  Jelikož byl von Habsburg hostujícím jezdcem, nemohl získat body do šampionátu.

### F3 Macau Grand Prix
| Year | Team              | Car             | Qualifying | Quali Race | Main race |
| ---- | ----------------- | --------------- | ---------- | ---------- | --------- |
| 2016 | Fortec Motorsport | Dallara F312    | 23rd       | 17th       | DNF       |
| 2017 | Carlin            | Dallara F317    | 5th        | 5th        | 4th       |
| 2018 | Motopark          | Dallara F317    | 15th       | 13th       | 10th      |
| 2019 | ART Grand Prix    | Dallara F3 2019 | 11th       | 8th        | DNF       |

### IMSA SportsCar Championship
(Závody tučně označují pole position; závody kurzívou označují nejrychlejší kolo)
| Year | Entrant              | Class | Make     | Engine                | 1      | 2   | 3   | 4   | 5   | 6   | 7   | 8   | 9   | 10  | Rank | Points |
| ---- | -------------------- | ----- | -------- | --------------------- | ------ | --- | --- | --- | --- | --- | --- | --- | --- | --- | ---- | ------ |
| 2018 | Jackie Chan DCR JOTA | P     | Oreca 07 | Gibson GK428 4.2 L V8 | DAY 5  | SEB | LBH | MDO | DET | WGL | MOS | ELK | LGA | PET | 51st | 26     |
| 2021 | High Class Racing    | LMP2  | Oreca 07 | Gibson GK428 4.2 L V8 | DAY 9† | SEB | WGL | WGL | ELK | LGA | PET |     |     |     | NC†  | 0      |
| 2022 | Tower Motorsport     | LMP2  | Oreca 07 | Gibson GK428 4.2 L V8 | DAY 3† | SEB | LGA | MDO | WGL | ELK | PET |     |     |     | NC†  | 0      |
| 2024 | Tower Motorsports    | LMP2  | Oreca 07 | Gibson GK428 4.2 L V8 | DAY 5  | SEB | WGL | MOS | ELK | IMS | PET |     |     |     | 44th | 278    |

† Body se započítávají pouze do Michelin Endurance Cupu, nikoli do celkového hodnocení šampionátu LMP2.

### Deutsche Tourenwagen Masters (DTM)
(Závody tučně označují pole position; závody kurzívou označují nejrychlejší kolo)
| Year | Entrant             | Car                      | 1         | 2        | 3       | 4         | 5        | 6        | 7        | 8        | 9        | 10       | 11        | 12       | 13       | 14        | 15       | 16       | 17        | 18       | DC   | Points |
| ---- | ------------------- | ------------------------ | --------- | -------- | ------- | --------- | -------- | -------- | -------- | -------- | -------- | -------- | --------- | -------- | -------- | --------- | -------- | -------- | --------- | -------- | ---- | ------ |
| 2019 | R-Motorsport II     | Aston Martin Vantage DTM | HOC 1 Ret | HOC 2 13 | ZOL 1 9 | ZOL 2 Ret | MIS 1 14 | MIS 2 12 | NOR 1 10 | NOR 2 11 | ASS 1 13 | ASS 2 12 | BRH 1 15† | BRH 2 11 | LAU 1 15 | LAU 2 Ret | NÜR 1 11 | NÜR 2 15 | HOC 1 DNS | HOC 2 11 | 18th | 3      |
| 2020 | Audi Sport Team WRT | Audi RS5 Turbo DTM       | SPA 1 DNS | SPA 2 15 | LAU 1 6 | LAU 2 10  | LAU 1 11 | LAU 2 14 | ASS 1 8  | ASS 2 7  | NÜR 1 11 | NÜR 2 15 | NÜR 1 7   | NÜR 2 6  | ZOL 1 7  | ZOL 2 7   | ZOL 1 3  | ZOL 2 10 | HOC 1 11  | HOC 2 14 | 10th | 68     |

†Jezdec nedokončil závod, ale byl klasifikován, protože absolvoval 90 % vzdálenosti závodu.

### Asian Le Mans Series (ALMS)
(Závody tučně označují pole position; závody kurzívou označují nejrychlejší kolo)
| Year    | Team           | Class | Car      | Engine                | 1       | 2         | 3       | 4       | 5       | Pos. | Points |
| ------- | -------------- | ----- | -------- | --------------------- | ------- | --------- | ------- | ------- | ------- | ---- | ------ |
| 2021    | G-Drive Racing | LMP2  | Aurus 01 | Gibson GK428 4.2 L V8 | DUB 1   | DUB 2 1   | ABU 1 2 | ABU 2 4 |         | 1st  | 81     |
| 2023–24 | Nielsen Racing | LMP2  | Oreca 07 | Gibson GK428 4.2 L V8 | SEP 1 9 | SEP 2 Ret | DUB 1   | ABU 1 9 | ABU 2 7 | 13th | 10     |

### European Le Mans Series (ELMS)
(Závody tučně označují pole position; závody kurzívou označují nejrychlejší kolo)
| Year | Entrant            | Class | Chassis  | Engine                | 1      | 2     | 3      | 4      | 5       | 6     | Rank | Points |
| ---- | ------------------ | ----- | -------- | --------------------- | ------ | ----- | ------ | ------ | ------- | ----- | ---- | ------ |
| 2021 | Algarve Pro Racing | LMP2  | Oreca 07 | Gibson GK428 4.2 L V8 | CAT 11 | RBR 8 | LEC 7  | MNZ 10 | SPA Ret | ALG 3 | 13th | 27.5   |
| 2022 | Prema Racing       | LMP2  | Oreca 07 | Gibson GK428 4.2 L V8 | LEC 1  | IMO 1 | MNZ 5  | CAT 1  | SPA 3   | ALG 1 | 1st  | 125    |
| 2024 | Cool Racing        | LMP2  | Oreca 07 | Gibson GK428 4.2 L V8 | CAT    | LEC   | IMO 10 | SPA 11 | MUG 13  | ALG 3 | 20th | 16     |
| 2025 | Nielsen Racing     | LMP2  | Oreca 07 | Gibson GK428 4.2 L V8 | CAT 7  | LEC 5 | IMO 7  | SPA    | SIL     | ALG   | 7th* | 22*    |

* Sezóna stále probíhá.

### FIA World Endurance Championship (WEC)
(Závody označují pole position; závody kurzívou označují nejrychlejší kolo)
| Year | Entrant               | Class    | Chassis     | Engine                | 1      | 2      | 3      | 4       | 5       | 6     | 7     | 8     | Rank  | Points |
| ---- | --------------------- | -------- | ----------- | --------------------- | ------ | ------ | ------ | ------- | ------- | ----- | ----- | ----- | ----- | ------ |
| 2021 | Team WRT              | LMP2     | Oreca 07    | Gibson GK428 4.2 L V8 | SPA 10 | ALG 4  | MNZ 2  | LMS 1   | BHR 1   | BHR 1 |       |       | 1st   | 151    |
| 2022 | RealTeam by WRT       | LMP2     | Oreca 07    | Gibson GK428 4.2 L V8 | SEB 3  | SPA 2  | LMS 10 | MNZ 1   | FUJ 4   | BHR 5 |       |       | 4th   | 96     |
| 2023 | Team WRT              | LMP2     | Oreca 07    | Gibson GK428 4.2 L V8 | SEB 6  | ALG 6  | SPA 6  | LMS 4   | MNZ Ret | FUJ 3 | BHR 2 |       | 4th   | 94     |
| 2024 | Alpine Endurance Team | Hypercar | Alpine A424 | Alpine 3.4 L Turbo V6 | QAT 7  | IMO    | SPA    | LMS Ret | SÃO 12  | COA 5 | FUJ 7 | BHR 4 | 11th  | 43     |
| 2025 | Alpine Endurance Team | Hypercar | Alpine A424 | Alpine 3.4 L Turbo V6 | QAT 14 | IMO 13 | SPA 8  | LMS 8   | SÃO 18  | COA   | FUJ   | BHR   | 19th* | 12*    |

* Sezóna stále probíhá.

### 24 Hours of Le Mans
| Year | Team                  | Co-Drivers                      | Car             | Class    | Šablona:Abbr | Pos. | Class Pos. |
| ---- | --------------------- | ------------------------------- | --------------- | -------- | ------------ | ---- | ---------- |
| 2021 | Team WRT              | Charles Milesi Robin Frijns     | Oreca 07-Gibson | LMP2     | 363          | 6th  | 1st        |
| 2022 | RealTeam by WRT       | Rui Andrade Norman Nato         | Oreca 07-Gibson | LMP2     | 362          | 21st | 17th       |
| 2023 | Team WRT              | Robin Frijns Sean Gelael        | Oreca 07-Gibson | LMP2     | 327          | 13th | 5th        |
| 2024 | Alpine Endurance Team | Paul-Loup Chatin Charles Milesi | Alpine A424     | Hypercar | 75           | DNF  | DNF        |
| 2025 | Alpine Endurance Team | Paul-Loup Chatin Charles Milesi | Alpine A424     | Hypercar | 385          | 9th  | 9th        |

| Season  | Series                                      | Team                  | Races | Wins | Poles | F/Laps | Podiums | Points | Position |
| ------- | ------------------------------------------- | --------------------- | ----- | ---- | ----- | ------ | ------- | ------ | -------- |
| 2014    | Formula Renault 1.6 NEC                     | Lechner Racing        | 15    | 0    | 0     | 0      | 4       | 213    | 4th      |
| 2015    | Formula Renault 2.0 NEC                     | Fortec Motorsports    | 11    | 0    | 0     | 0      | 0       | 62     | 18th     |
| 2015    | Eurocup Formula Renault 2.0                 | Fortec Motorsports    | 5     | 0    | 0     | 0      | 0       | 0      | NC†      |
| 2015    | Formula Renault 2.0 Alps                    | Fortec Motorsports    | 3     | 0    | 0     | 0      | 0       | 0      | NC†      |
| 2015    | Euroformula Open Championship               | Drivex School         | 2     | 0    | 0     | 0      | 0       | 0      | NC†      |
| 2015    | Toyota Racing Series                        | Victory Motor Racing  | 16    | 0    | 1     | 1      | 2       | 490    | 11th     |
| 2016    | Euroformula Open Championship               | Drivex School         | 16    | 2    | 4     | 1      | 12      | 247    | 2nd      |
| 2016    | Spanish Formula 3 Championship              | Drivex School         | 6     | 1    | 1     | 0      | 4       | 90     | 3rd      |
| 2016    | Eurocup Formula Renault 2.0                 | Fortec Motorsports    | 15    | 0    | 1     | 0      | 2       | 57     | 10th     |
| 2016    | Formula Renault 2.0 NEC                     | Fortec Motorsports    | 10    | 0    | 0     | 0      | 2       | 130    | 11th     |
| 2016    | Macau Grand Prix                            | Fortec Motorsports    | 1     | 0    | 0     | 0      | 0       | N/A    | DNF      |
| 2016    | Toyota Racing Series                        | Giles Motorsport      | 15    | 2    | 0     | 1      | 4       | 727    | 4th      |
| 2017    | FIA Formula 3 European Championship         | Carlin                | 30    | 1    | 0     | 2      | 4       | 187    | 7th      |
| 2017    | Macau Grand Prix                            | Carlin                | 1     | 0    | 0     | 0      | 0       | N/A    | 4th      |
| 2017    | Toyota Racing Series                        | M2 Competition        | 15    | 0    | 0     | 0      | 2       | 568    | 8th      |
| 2018    | FIA Formula 3 European Championship         | Carlin                | 30    | 0    | 0     | 2      | 1       | 87     | 13th     |
| 2018    | International GT Open                       | Drivex School         | 2     | 0    | 0     | 0      | 0       | 1      | 44th     |
| 2018    | IMSA SportsCar Championship - Prototype     | Jackie Chan DCR Jota  | 1     | 0    | 0     | 0      | 0       | 26     | 51st     |
| 2018    | Macau Grand Prix                            | Motopark              | 1     | 0    | 0     | 0      | 0       | N/A    | 10th     |
| 2019    | Deutsche Tourenwagen Masters                | R-Motorsport II       | 17    | 0    | 0     | 0      | 0       | 3      | 18th     |
| 2019    | Blancpain GT Series Endurance Cup           | R-Motorsport          | 1     | 0    | 0     | 0      | 0       | 0      | NC       |
| 2019    | Macau Grand Prix                            | ART Grand Prix        | 1     | 0    | 0     | 0      | 0       | N/A    | DNF      |
| 2020    | Deutsche Tourenwagen Masters                | Audi Sport Team WRT   | 17    | 0    | 1     | 0      | 1       | 68     | 10th     |
| 2020    | GT World Challenge Europe Endurance Cup     | Audi Sport Team WRT   | 1     | 0    | 0     | 0      | 0       | 0      | NC       |
| 2020    | Intercontinental GT Challenge               | Audi Sport Team WRT   | 1     | 0    | 0     | 0      | 0       | 0      | NC       |
| 2021    | FIA World Endurance Championship - LMP2     | Team WRT              | 6     | 3    | 1     | 0      | 4       | 151    | 1st      |
| 2021    | 24 Hours of Le Mans - LMP2                  | Team WRT              | 1     | 1    | 0     | 0      | 1       | N/A    | 1st      |
| 2021    | European Le Mans Series - LMP2              | Algarve Pro Racing    | 6     | 0    | 0     | 0      | 1       | 27.5   | 13th     |
| 2021    | Asian Le Mans Series - LMP2                 | G-Drive Racing        | 4     | 2    | 0     | 1      | 3       | 81     | 1st      |
| 2021    | IMSA SportsCar Championship - LMP2          | High Class Racing     | 1     | 0    | 0     | 0      | 0       | 0      | NC‡      |
| 2022    | FIA World Endurance Championship - LMP2     | RealTeam by WRT       | 6     | 1    | 1     | 0      | 3       | 96     | 4th      |
| 2022    | 24 Hours of Le Mans - LMP2                  | RealTeam by WRT       | 1     | 0    | 0     | 0      | 0       | N/A    | 17th     |
| 2022    | IMSA SportsCar Championship - LMP2          | Tower Motorsport      | 1     | 0    | 0     | 0      | 1       | 0      | NC‡      |
| 2022    | European Le Mans Series - LMP2              | Prema Racing          | 6     | 4    | 0     | 1      | 5       | 125    | 1st      |
| 2023    | FIA World Endurance Championship - LMP2     | Team WRT              | 7     | 0    | 0     | 0      | 2       | 94     | 4th      |
| 2023    | 24 Hours of Le Mans - LMP2                  | Team WRT              | 1     | 0    | 0     | 1      | 0       | N/A    | 5th      |
| 2023-24 | Asian Le Mans Series - LMP2                 | Nielsen Racing        | 4     | 0    | 0     | 0      | 0       | 10     | 13th     |
| 2024    | FIA World Endurance Championship - Hypercar | Alpine Endurance Team | 6     | 0    | 0     | 0      | 0       | 43     | 11th     |
| 2024    | European Le Mans Series - LMP2              | Cool Racing           | 4     | 0    | 0     | 0      | 1       | 16     | 20th     |
| 2024    | IMSA SportsCar Championship - LMP2          | Tower Motorsports     | 1     | 0    | 0     | 0      | 0       | 278    | 44th     |
| 2025    | FIA World Endurance Championship - Hypercar | Alpine Endurance Team | 5     | 0    | 0     | 0      | 0       | 12     | 19th*    |
| 2025    | European Le Mans Series - LMP2              | Nielsen Racing        | 3     | 0    | 0     | 0      | 0       | 22     | 7th*     |

† Jelikož byl von Habsburg hostujícím jezdcem, nemohl získat body do šampionátu.
‡ Body se započítávají pouze do Michelin Endurance Cupu, nikoli do celkového hodnocení šampionátu LMP2.
* Sezóna stále probíhá.

## Vývod z předků
|                                         |                                  |  |                |                                  |  |  |  |  |  |  |  | Ota František Josef Rakouský |
|                                         |                                  |  |                |                                  |  |  |  |  |  |  |  |                              |
|                                         | Karel I.                         |  |                |                                  |  |  |  |  |  |  |  |                              |
|                                         |                                  |  |                |                                  |  |  |  |  |  |  |  |                              |
|                                         |                                  |  |                | Marie Josefa Saská               |  |  |  |  |  |  |  |                              |
|                                         |                                  |  |                |                                  |  |  |  |  |  |  |  |                              |
|                                         | Otto Habsbursko-Lotrinský        |  |                |                                  |  |  |  |  |  |  |  |                              |
|                                         |                                  |  |                |                                  |  |  |  |  |  |  |  |                              |
|                                         |                                  |  |                | Robert I. Parmský                |  |  |  |  |  |  |  |                              |
|                                         |                                  |  |                |                                  |  |  |  |  |  |  |  |                              |
|                                         | Zita Bourbonsko-Parmská          |  |                |                                  |  |  |  |  |  |  |  |                              |
|                                         |                                  |  |                |                                  |  |  |  |  |  |  |  |                              |
|                                         |                                  |  |                | Marie Antonie z Braganzy         |  |  |  |  |  |  |  |                              |
|                                         |                                  |  |                |                                  |  |  |  |  |  |  |  |                              |
|                                         | Karel Habsbursko-Lotrinský       |  |                |                                  |  |  |  |  |  |  |  |                              |
|                                         |                                  |  |                |                                  |  |  |  |  |  |  |  |                              |
|                                         |                                  |  |                | Fridrich Jan Sasko-Meiningenský  |  |  |  |  |  |  |  |                              |
|                                         |                                  |  |                |                                  |  |  |  |  |  |  |  |                              |
|                                         | Jiří III. Sasko-Meiningenský     |  |                |                                  |  |  |  |  |  |  |  |                              |
|                                         |                                  |  |                |                                  |  |  |  |  |  |  |  |                              |
|                                         |                                  |  |                | Adéla z Lippe-Biesterfeldu       |  |  |  |  |  |  |  |                              |
|                                         |                                  |  |                |                                  |  |  |  |  |  |  |  |                              |
|                                         | Regina Sasko-Meiningenská        |  |                |                                  |  |  |  |  |  |  |  |                              |
|                                         |                                  |  |                |                                  |  |  |  |  |  |  |  |                              |
|                                         |                                  |  |                | Alfred von Korff                 |  |  |  |  |  |  |  |                              |
|                                         |                                  |  |                |                                  |  |  |  |  |  |  |  |                              |
|                                         | Klara-Marie von Korff            |  |                |                                  |  |  |  |  |  |  |  |                              |
|                                         |                                  |  |                |                                  |  |  |  |  |  |  |  |                              |
|                                         |                                  |  |                | Helene von Hilgers               |  |  |  |  |  |  |  |                              |
|                                         |                                  |  |                |                                  |  |  |  |  |  |  |  |                              |
| Ferdinand Zvonimír Habsbursko-Lotrinský |                                  |  |                |                                  |  |  |  |  |  |  |  |                              |
|                                         |                                  |  |                |                                  |  |  |  |  |  |  |  |                              |
|                                         |                                  |  | August Thyssen |                                  |  |  |  |  |  |  |  |                              |
|                                         |                                  |  |                |                                  |  |  |  |  |  |  |  |                              |
|                                         | Heinrich Thyssen                 |  |                |                                  |  |  |  |  |  |  |  |                              |
|                                         |                                  |  |                |                                  |  |  |  |  |  |  |  |                              |
|                                         |                                  |  |                | Hedwig Pelzer                    |  |  |  |  |  |  |  |                              |
|                                         |                                  |  |                |                                  |  |  |  |  |  |  |  |                              |
|                                         | Hans Heinrich Thyssen-Bornemisza |  |                |                                  |  |  |  |  |  |  |  |                              |
|                                         |                                  |  |                |                                  |  |  |  |  |  |  |  |                              |
|                                         |                                  |  |                | Gábor Baron Bornemisza           |  |  |  |  |  |  |  |                              |
|                                         |                                  |  |                |                                  |  |  |  |  |  |  |  |                              |
|                                         | Margit Bornemisza                |  |                |                                  |  |  |  |  |  |  |  |                              |
|                                         |                                  |  |                |                                  |  |  |  |  |  |  |  |                              |
|                                         |                                  |  |                | Matilda Louise Price             |  |  |  |  |  |  |  |                              |
|                                         |                                  |  |                |                                  |  |  |  |  |  |  |  |                              |
|                                         | Francesca von Thyssen-Bornemisza |  |                |                                  |  |  |  |  |  |  |  |                              |
|                                         |                                  |  |                |                                  |  |  |  |  |  |  |  |                              |
|                                         |                                  |  |                | Alexander McNeill Walter         |  |  |  |  |  |  |  |                              |
|                                         |                                  |  |                |                                  |  |  |  |  |  |  |  |                              |
|                                         | Keith McNeil Campbell-Walter     |  |                |                                  |  |  |  |  |  |  |  |                              |
|                                         |                                  |  |                |                                  |  |  |  |  |  |  |  |                              |
|                                         |                                  |  |                | Florence Ruth Gisella Downing    |  |  |  |  |  |  |  |                              |
|                                         |                                  |  |                |                                  |  |  |  |  |  |  |  |                              |
|                                         | Fiona Campbell-Walter            |  |                |                                  |  |  |  |  |  |  |  |                              |
|                                         |                                  |  |                |                                  |  |  |  |  |  |  |  |                              |
|                                         |                                  |  |                | Sir Edward Campbell, 1st Baronet |  |  |  |  |  |  |  |                              |
|                                         |                                  |  |                |                                  |  |  |  |  |  |  |  |                              |
|                                         | Frances Henriette Campbell       |  |                |                                  |  |  |  |  |  |  |  |                              |
|                                         |                                  |  |                |                                  |  |  |  |  |  |  |  |                              |
|                                         |                                  |  |                | Edith Jane Warren                |  |  |  |  |  |  |  |                              |
|                                         |                                  |  |                |                                  |  |  |  |  |  |  |  |                              |